# Zoogdierachtige reptielen

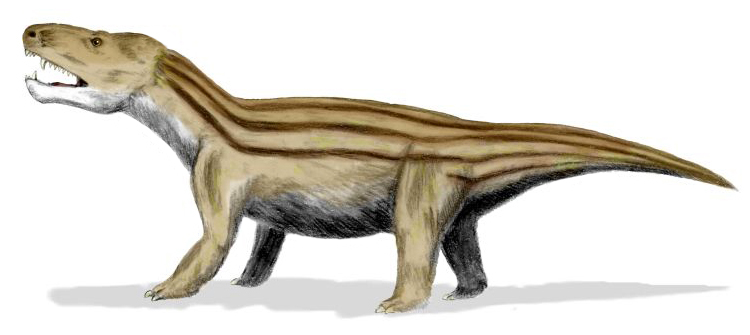
Cynognathus, een zoogdierachtig reptiel

De zoogdierachtige reptielen of zoogdierreptielen zijn een uitgestorven parafyletische groep dieren die wat betreft hun morfologie tussen de zoogdieren en reptielen in staan. De beschrijving 'zoogdierreptielen' sloeg oorspronkelijk enkel op de eierleggende en in bouw met reptielen overeenkomende, voorouders van de huidige zoogdieren. De naam 'zoogdierachtige reptielen' wordt tegenwoordig in informele zin gebruikt om de basale vormen aan te duiden binnen de ruimere groep van de synapsiden. De engere groep die de zoogdieren en hun meer directe voorouders omvat zijn de therapsiden, daarnaast behoorden ook de basale Eupelycosauria en de Caseasauria tot de synapsiden. Meestal veronderstelt men dat bepaalde therapsiden, vooral de latere, in zekere mate voorzien waren van een vacht, dit in tegenstelling tot de meer basale Eupelycosauria.
Het grootste deel van deze 'zoogdierreptielen' leefde tijdens het Perm, alhoewel sommige groepen nog tot ver in Mesozoïcum overleefden. De zoogdierachtige reptielen werden traditioneel bij de reptielen gerekend, maar omdat men tegenwoordig de voorkeur geeft aan monofyletische taxa en het taxon Reptilia in de traditionele interpretatie parafyletisch is, is men Reptilia gaan gelijkstellen met ofwel de Amniota ofwel de Sauropsida, in welk laatste geval dus de oorspronkelijke met het begrip "reptiel" aangeduide soorten tussen de synapsiden en de sauropsiden verdeeld zijn. Vanwege deze taxonomische voorkeur is men Synapsida meer als een overkoepelende taxonnaam gaan gebruiken, die in inhoud overeenkomt met een klade die zowel zoogdierachtige reptielen als hun afstammelingen, de zoogdieren omvat. Aangezien dus de betekenis van de term synapsiden is veranderd, is het nuttig geworden om de benaming 'zoogdierreptielen' te gebruiken teneinde naar die synapsiden te verwijzen die geen zoogdieren zijn, waarbij men niet moet vergeten dat dit geen natuurlijke groep is, maar slechts een vergaarbak die negatief gedefinieerd is (alle synapsiden minus de zoogdieren).
Sommige biologen rekenden ook de cloacadieren tot de zoogdierreptielen, waarvan tegenwoordig nog het vogelbekdier en de mierenegels de enige levende overlevenden zijn. De classificatie als zoogdieren is echter meer algemeen geaccepteerd.